# 藤原夏海
藤原 夏海（ふじわら なつみ、1993年6月2日 - ）は、日本の女性声優。静岡県浜松市出身。アーツビジョン所属。

## 略歴
声優を目指したきっかけは小学6年生くらいの頃である。家族皆がアニメ、声優が好きだったが、ある時姉から一人の役者が全く違うキャラクターを演じていることを教えてもらい、「私もやってみたい」と思うようになった。
日本ナレーション演技研究所出身。同期には本渡楓がいる。
デビュー2年目となる2016年春放送のテレビアニメ『少年メイド』の小宮千尋役でキャリア初主役。
2021年、第15回声優アワードにて新人女優賞を受賞。

## 人物
趣味・特技は歌唱、キャッチボール、鉄棒、けん玉である。
『少年メイド』で主役を演じた時、共演者の前野智昭からは「（小宮千尋という）年齢も性別も違うキャラクターを演じるというプレッシャーを一切感じさせないで堂々と演じている」と評価されている。

## 出演
太字はメインキャラクター。

### テレビアニメ
2015年
- アルスラーン戦記 - ノンクレジット
- 機動戦士ガンダム 鉄血のオルフェンズ（2015年 - 2016年、鉄華団団員、マクギリス〈幼年時〉） - 2シリーズ

2016年
- GATE 自衛隊 彼の地にて、斯く戦えり（コム）
- 少年メイド（小宮千尋）
- 甲鉄城のカバネリ（少年）
- クオリディア・コード（生徒、佐治原銀呼）
- ベイブレードバースト（2016年 - 2019年、雪吹右京、雪野キエン、アナ、ビスケ、トビ助、メイド1） - 3シリーズ
- 斉木楠雄のΨ難（2016年 - 2018年、小学生、明智〈小学生〉、明日視透真、少年） - 2シリーズ
- ももくり（女生徒）
- エンドライド（シュン幼少期）
- ラブライブ!サンシャイン!!（女子生徒）
- フリップフラッパーズ（女子生徒）
- 競女!!!!!!!!（吉田敦子）
- タイムボカン24（2016年 - 2017年、小学生2、ガバ丸）
- ViVid Strike!（カルナ・メイブン）
- クラシカロイド（2016年 - 2018年、三弦亜紀楽、小学1年生、子ども） - 2シリーズ
- TRICKSTER -江戸川乱歩「少年探偵団」より-（小坂宗輔）
- デジモンユニバース アプリモンスターズ（男子小学生）
- ラララ・ララちゃん パタパタだいせんそう（ポラル）

2017年
- 南鎌倉高校女子自転車部（比嘉夏海、生徒、徐静媛）
- SUPER LOVERS 2（幼い晴）
- 幼女戦記（アイシャ・シュルベルツ）
- セイレン（湯本健）
- 霊剣山 叡智への資格（子供）
- トミカハイパーレスキュー ドライブヘッド 機動救急警察（車田ゴウ）
- アイカツスターズ!（2017年 - 2018年、騎咲レイ）
- クズの本懐（女子生徒）
- アリスと蔵六（雛霧あさひ）
- 妖怪ウォッチ（2017年 - 2019年、なお、ゴメンダコ） - 2シリーズ
- 戦姫絶唱シンフォギアAXZ（ソーニャ）
- ナイツ&マジック（バトソン・テルモネン）
- 妖怪アパートの幽雅な日常（アナウンサーの声）
- ボールルームへようこそ（野球少年A、女性客）
- 魔法陣グルグル（ザザ）
- 境界のRINNE（コト美）
- 戦刻ナイトブラッド（イマリ）
- 魔法使いの嫁（2017年 - 2018年、エアリエル、村娘、村人、子供、ドラゴンの雛〈グィー種〉 他）
- 縁結びの妖狐ちゃん（石寛〈少年〉）
- 少女終末旅行（女子学生C）

2018年
- 博多豚骨ラーメンズ（麗子）
- 学園ベビーシッターズ（根津吉）
- 剣王朝（鄂心蘭）
- ダーリン・イン・ザ・フランキス（ゴロー〈幼少期〉）
- HUGっと!プリキュア（咲田マリ）
- ガンダムビルドダイバーズ（ヒダカ・ユキオ）
- 東京喰種トーキョーグール:re（六月透） - 2シリーズ
- メジャーセカンド（2018年 - 2020年、茂野大吾） - 2シリーズ
- 妖怪ウォッチ シャドウサイド（2018年 - 2019年、マサキ、男子B、コウ〈子供〉、オグ）
- ラストピリオド -終わりなき螺旋の物語-（ザク）
- レイトン ミステリー探偵社 〜カトリーのナゾトキファイル〜（クリフ・マクマホン〈幼少期〉）
- 重神機パンドーラ（グレン〈少年〉）
- 殺戮の天使（エディ）
- ゾイドワイルド（カロン）
- ハイスコアガール（PCエンジン君）
- イナズマイレブン アレスの天秤（2018年 - 2019年、看護師奈美、谷崎義弥、ルシ・ファノス、幼い一星） - 2シリーズ
- 夢王国と眠れる100人の王子様（少年）
- ジョジョの奇妙な冒険 黄金の風（ジョルノ〈少年〉）
- 遊☆戯☆王VRAINS（杉咲美優）
- メルクストーリア -無気力少年と瓶の中の少女-（シージェ）
- フューチャーカード 神バディファイト（響ヵ瀬音々）
- とある魔術の禁書目録III（ベイロープ）
- FAIRY TAIL（2018年 - 2024年、ディマリア・イエスタ、オーガスト〈子供時代〉/ オーガスト） - 2シリーズ
- 抱かれたい男1位に脅されています。（キャスター）

2019年
- 火ノ丸相撲（リポーター、女性リポーター）
- えんどろ〜!（受付）
- W'z《ウィズ》（奥池翠〈幼少期〉）
- ぼくたちは勉強ができない（唯我和樹） - 2シリーズ
- 盾の勇者の成り上がり（2019年 - 2025年、キール） - 4シリーズ
- ワンパンマン（タレオ、弩S）
- 彼方のアストラ（中学時代のクラスメイトB）
- 博多明太!ぴりからこちゃん（キャビアくん）
- ナカノヒトゲノム【実況中】（駆堂アンヤ〈幼少〉）
- 手品先輩（生徒、園児）
- ダンジョンに出会いを求めるのは間違っているだろうか シリーズ（2019年 - 2025年、サミラ） - 2シリーズ
- 通常攻撃が全体攻撃で二回攻撃のお母さんは好きですか?（アマンテ）
- 異世界チート魔術師（スソラ）
- あひるの空（2019年 - 2020年、幼少期の空）
- 真・中華一番!（2019年 - 2021年、マオ） - 2シリーズ
- ライフル・イズ・ビューティフル（2019年 - 2020年、東雲あきら）
- おちゃめなシモン（ガスパール）
- アイカツオンパレード!（騎咲レイ）
- ACTORS -Songs Connection-（黒猫）
- スター☆トゥインクルプリキュア（空見遼太郎〈幼少〉）
- バビロン（2019年 - 2020年、正崎明日馬）

2020年
- 歌舞伎町シャーロック（アンゴ）
- 理系が恋に落ちたので証明してみた。（虎輔〈幼少期〉）
- 推しが武道館いってくれたら死ぬ（美結）
- マギアレコード 魔法少女まどか☆マギカ外伝（モデルの少女）
- ミュークルドリーミー（2020年 - 2022年、はぎ） - 2シリーズ
- アサティール 未来の昔ばなし（子供）
- 新サクラ大戦 the Animation（子供A）
- グレイプニル（修一〈小学生〉）
- A3!（皇天馬〈幼少期〉）
- イエスタデイをうたって（葛原）
- GREAT PRETENDER（アビゲイル・ジョーンズ〈アビー〉）
- 食戟のソーマ 豪ノ皿（ディナミス）
- THE GOD OF HIGH SCHOOL ゴッド・オブ・ハイスクール（幼いイルピョ）
- 炎炎ノ消防隊 弐ノ章（52〈少年〉）
- 憂国のモリアーティ（エル）
- ラブライブ!虹ヶ咲学園スクールアイドル同好会（2020年 - 2022年、服飾同好会部長、新聞部員） - 2シリーズ
- アクダマドライブ（運び屋〈子供〉、処刑課）

2021年
- 怪物事変（日下夏羽）
- はたらく細胞!!（乳酸菌〈パンダ〉） - 2020年に『「はたらく細胞!!」最強の敵、再び。体の中は“腸”大騒ぎ！』として先行劇場上映
- たとえばラストダンジョン前の村の少年が序盤の街で暮らすような物語（ミコナ）
- ホリミヤ（泉圭吾）
- 宇宙なんちゃら こてつくん（2021年 - 2023年、こてつ）
- 86-エイティシックス-（2021年 - 2022年、セオト・リッカ） - 2シリーズ
- Fairy蘭丸〜あなたの心お助けします〜（幼うるう）
- 究極進化したフルダイブRPGが現実よりもクソゲーだったら（幼いマーチン）
- フルーツバスケット（草摩綾女〈幼少期〉）
- ヴァニタスの手記（童話ヴァニタス）
- かげきしょうじょ!!（男子A）
- ラブライブ!スーパースター!!
- NIGHT HEAD 2041（黒木タクヤ〈幼少〉）
- 境界戦機（2021年 - 2022年、I-LeSガイ） - 2シリーズ
- 吸血鬼すぐ死ぬ（2021年 - 2023年、加藤新一） - 2シリーズ
- ワッチャプリマジ!（2021年 - 2022年、伊吹橙真〈幼少期〉、ルークス、アーテル）
- 見える子ちゃん（化け物）
- ビルディバイド（2021年 - 2022年、蔵部照人〈幼少期〉） - 2シリーズ

2022年
- 錆喰いビスコ（ナッツ）
- ダンス・ダンス・ダンスール（男児A）
- 阿波連さんははかれない（2022年 - 2025年、あつし） - 2シリーズ
- SPY×FAMILY（2022年 - 2023年、ダミアン・デズモンド） - 3シリーズ
- シュート!Goal to the Future（小学生、風間〈幼少期〉）
- 連盟空軍航空魔法音楽隊ルミナスウィッチーズ（村長の子供、少女、ライアン、ブラッド）
- ふしぎ駄菓子屋 銭天堂（櫻山香穂）
- キャップ革命 ボトルマンDX（2022年 - 2023年、江原田アヤタ）
- 金装のヴェルメイユ〜崖っぷち魔術師は最強の厄災と魔法世界を突き進む〜（レクス〈幼少期〉、悪ガキ）
- オリエント（島津春久〈幼少期〉）
- シルバニアファミリー シリーズ（2022年 - 2023年、クリストファー、エドワード） - 2シリーズ
- クールドジ男子（2022年 - 2023年、さくら、常連の女性客）
- 後宮の烏（史顕〈少年時代〉）

2023年
- 神達に拾われた男2（ミシェル）
- カワイスギクライシス（黒猫 / よぞら）
- 君は放課後インソムニア（穴水かなみ）
- 贄姫と獣の王（ロプス）
- 機動戦士ガンダム 水星の魔女（セド）
- Dr.STONE NEW WORLD（龍水幼少期）
- おかしな転生（マルカルロ＝ドロバ）
- ひろがるスカイ!プリキュア（レッド・ハレワタール）
- 呪術廻戦 懐玉・玉折/渋谷事変（伏黒恵〈小1〉）
- るろうに剣心 -明治剣客浪漫譚- (2023)（2023年 - 2024年、相楽左之助〈少年〉） - 2シリーズ
- 死神坊ちゃんと黒メイド（2023年 - 2024年、ニコ） - 2シリーズ
- 聖者無双〜サラリーマン、異世界で生き残るために歩む道〜（エリザベス）
- 帰還者の魔法は特別です（プラム・シュナイザー）
- ひきこまり吸血姫の悶々（デルピュネー）
- 豚のレバーは加熱しろ（バット）

2024年
- ぶっちぎり?!（幼少時の荒仁）
- 百千さん家のあやかし王子（幼い葵）
- 休日のわるものさん（樫の木の男の子）
- 転生貴族、鑑定スキルで成り上がる（アルス・ローベント） - 2シリーズ
- シンカリオン チェンジ ザ ワールド（2024年 - 2025年、魚虎テン）
- 鬼滅の刃 柱稽古編（寺の子どもたち）
- 夜桜さんちの大作戦（朝野光）
- 神之塔 -Tower of God- 王子の帰還（ティン）
- グレンダイザーU（デューク〈幼少期〉）
- 小市民シリーズ（川俣かすみ）
- BLEACH 千年血戦篇-相剋譚-（浮竹十四郎〈少年〉）
- オーイ!とんぼ（2024年 - 2025年、有働にこめ）
- ブルーロック VS. U-20 JAPAN（オリヴァ・愛空〈幼少期〉）

2025年
- Übel Blatt〜ユーベルブラット〜（少年ファーゴ）
- 外れスキル《木の実マスター》 〜スキルの実（食べたら死ぬ）を無限に食べられるようになった件について〜（少年）
- 最強の王様、二度目の人生は何をする?（アーサー・レイウィン）
- ウィッチウォッチ（守仁〈幼少期〉）
- ポケットモンスター（ウルト）
- 名探偵コナン（女性）
- 薬屋のひとりごと（響迂 / 趙迂）
- ロックは淑女の嗜みでして（白矢環）
- ゴリラの神から加護された令嬢は王立騎士団で可愛がられる（レオハルト・ナミル〈少年〉）
- 地獄先生ぬ〜べ〜（女子、山口晶）
- サイレント・ウィッチ 沈黙の魔女の隠しごと（シリル〈幼年時〉）
- SAKAMOTO DAYS（アパート〈幼少期〉）

### 劇場アニメ
2010年代
- 映画 妖怪ウォッチ シャドウサイド 鬼王の復活（2017年、オグ）
- 曇天に笑う 外伝（2018年、曇空丸〈幼少期〉）
- ペンギン・ハイウェイ（2018年、マエダ君）
- 映画 ドライブヘッド〜トミカハイパーレスキュー 機動救急警察〜（2018年、車田ゴウ）

2020年代
- モンスターストライク THE MOVIE ルシファー 絶望の夜明け（2020年、スルガト）
- 竜とそばかすの姫（2021年）
- アイの歌声を聴かせて（2021年、トウマ子供）
- 地球外少年少女（2022年、相模登矢） - 前後編に分けて劇場公開、Netflixでは全6話で配信
- ぼくらのよあけ（2022年、岸真悟）
- 金の国 水の国（2023年、ナージー）
- 北極百貨店のコンシェルジュさん（2023年、岩瀬）
- 劇場版 SPY×FAMILY CODE: White（2023年、ダミアン・デズモンド）
- 劇場版 オーバーロード 聖王国編（2024年、ビービーゼー）
- 風都探偵 仮面ライダースカルの肖像（2024年、千葉秀夫）

### OVA
2010年代
- ブラッククローバー（2016年、アスタ〈幼少期〉）
- 魔法使いの嫁 星待つひと（2016年 - 2017年、羽鳥幸輝、エアリエル、新倉絵美留〈曾孫〉） - コミックス第6〜8巻アニメーションDVD付き特装版
- ぼくたちは勉強ができない（2019年、唯我和樹） - コミックス第14巻アニメBD同梱版

2020年代
- デート・ア・バレット デッド・オア・バレット（2020年、土方イサミ） - 前後編
- ゆらぎ荘の幽奈さん（2020年、巳虎神マトラ） - コミックス第24巻アニメBD同梱完全受注限定版

### Webアニメ
2010年代
- DEVILMAN crybaby（2018年、記者A、民衆5）
- トミカハイパーレスキュー ドライブヘッド 機動救急警察 2018（車田ゴウ）
- モンスターストライク（2018年、ヨエル、スルガト）
- ファイトリーグ ギア・ガジェット・ジェネレーターズ（2019年、切り込み隊長 カッティ）
- みるタイツ（2019年、萌横ルイ）

2020年代
- ベイブレードバースト スパーキング（2020年 - 2021年、朝日ヒュウガ）
- ガンダムビルドダイバーズRe:RISE（2020年、ヒダカ・ユキオ）
- スプリガン（2022年、御神苗優〈幼少期〉）
- 風都探偵（2022年、千葉秀夫 / ブラキオサウルス・ドーパント）
- T・Pぼん（2024年、加茂丸）
- カイリューとゆうびんやさん（2025年、リオ）
- タコピーの原罪（2025年、チャッピー）

### ゲーム
2016年
- パズルオブエンパイア（チンギスハン、呂布、ビスマルク）
- ベイブレードバースト（雪吹右京）

2017年
- AKIBA'S TRIP Festa!（黒原硝）
- クイズRPG 魔法使いと黒猫のウィズ（フウカ・カエラム）
- 追放選挙（姫野勇璃）
- 天華百剣 -斬-（長曾祢虎徹）
- 天空のクラフトフリート（ジュディス）
- ファイアーエムブレム ヒーローズ（クライネ、レイ）
- 戦刻ナイトブラッド（イマリ）
- 征戦!エクスカリバー（アテナ）

2018年
- アイカツ! フォトonステージ!!（騎咲レイ）
- 刀使ノ巫女 刻みし一閃の燈火（姫野志保）
- ベイブレードバースト バトルゼロ（雪吹右京）

2019年
- 荒野のコトブキ飛行隊 大空のテイクオフガールズ!（レンジ）
- 妖怪ウォッチ4 ぼくらは同じ空を見上げている（オグ、ゴメンダコ、花村タマ子）
- とある魔術の禁書目録 幻想収束（ベイロープ）
- AI: ソムニウム ファイル（真津下応太）
- 東京喰種: re 【CALL to EXIST】（六月透）
- SDガンダム GGENERATION CROSSRAYS（リエン、マイキャラクターボイス〈女性16〉、一般兵ボイス〈女性兵士A〉）
- 妖怪ウォッチ4++（オグ、ゴメンダコ、花村タマ子）

2020年
- ドラゴンクエストX いばらの巫女と滅びの神 オンライン（子供ナジーン）
- WAR OF THE VISIONS ファイナルファンタジー ブレイブエクスヴィアス 幻影戦争（ティレル）
- ラストピリオド -終わりなき螺旋の物語-（ザク）
- モンスターストライク（2020年 - 2023年、スルガト、ダミアン・デズモンド）
- アークザラッド R（エルク〈少年期〉）
- ワールズエンドクラブ（関西）
- SINoALICE（アラジン -Child-）

2021年
- ブラウンダスト（ネボーク）
- 月姫 -A piece of blue glass moon-（少年志貴）
- アズールレーン（ニューオリンズ）

2022年
- グランブルーファンタジー（マドル〈幼少期〉）
- レゴ スター・ウォーズ：スカイウォーカー・サーガ
- ANONYMOUS;CODE（蘇我遊馬〈アスマ〉）
- 白猫プロジェクト（リンド）
- 共闘ことばRPG コトダマン（ヨムシュマ、ダミアン・デズモンド）
- たとえばラストダンジョン前の村の少年が序盤の街で暮らすような物語〜ドタバタ英雄譚〜（ミコナ）

2023年
- ウマ娘 プリティーダービー（2023年 - 2024年、カツラギエース）
- 404 GAME RE:SET -エラーゲームリセット-（ハングオン）
- BLUE PROTOCOL（セーラ、スラフト）
- ファイナルファンタジーXVI（ジョシュア・ロズフィールド〈少年期〉）
- アークナイツ（ジエユン）
- ドラゴンクエストモンスターズ3 魔族の王子とエルフの旅（エヴァン）

2024年
- TEVI（セーブル）
- ミストニアの翅望 -The Lost Delight-（妖精王・オベロン）
- マブラヴ：ディメンションズ（セオト・リッカ）
- 崩壊:スターレイル（AR-1368）
- 聖剣伝説 VISIONS of MANA（モートレア〈幼少期〉）
- みんなで早押しクイズ（Q-i）
- FAIRY TAIL 2（ディマリア・イエスタ）

2025年
- OVER REQUIEMZ（グリンダ・フェリス）
- HUNDRED LINE -最終防衛学園-（澄野拓海〈幼少期〉）
- 伊達鍵は眠らない - From AI：ソムニウムファイル（真津下応太)
- 空の軌跡 the 1st（ヨシュア・ブライト）

### ラジオ
※はインターネット配信。
- ラジオどっとあい 藤原夏海のどったんばったんラジオ!!（2018年、AG-ON Premium※・超!A&G+※）[107]
- 富田美憂と藤原夏海の「ふたラジ!!」（2020年2月、超!A&G+※）[108]
- 帰還者のラジオは特別です（2023年 - 、音泉※）[109]

### インターネット番組
- ひよっこでっばい部!（2020年 - 、ニコニコ生放送）[110]

### ドラマCD
- 本好きの下剋上〜司書になるためには手段を選んでいられません〜 ドラマCD1 - 2（2017年 - 2018年、ヴィルフリート[111][112]）
- TVアニメ/データカードダス『アイカツ!』&『アイカツスターズ!』スペシャルドラマCD（2018年、騎咲レイ）
- THE IDOLM@STER SideM NEW STAGE EPISODE 13・14（2021年、長女、メイド） - 2作品
- 新しいゲーム始めました。〜使命もないのに最強です?〜（2022年、レオ[113]）

### 吹き替え

#### 映画
- 怪物はささやく（2016年）
- 天下無敵のジェシカ・ジェームズ（2017年、ブランドン）
- ショコラ 〜君がいて、僕がいる〜（2017年、グスターヴ）
- バンブルビー（2018年、オーティス・ワトソン〈ジェイソン・ドラッカー〉[114]）
- アースクエイクバード（2019年）
- ピーターラビット2/バーナバスの誘惑（2021年、リアム〈オーウェン・ビーモンド〉[115]）
- ウエスト・サイド・ストーリー（2022年、マリア〈レイチェル・ゼグラー〉[116]）
- マリグナント 狂暴な悪夢（2022年、ウィニー〈イングリット・ビス〉[117]）
- 私は世界一幸運よ（2022年、10代のアーニー〈キアラ・オーレリア〉）
- キル・ボクスン（2023年、キム・ヨンジ〈イ・ヨン〉）
- Sharper:騙す人（2023年、サンドラ〈ブリアナ・ミドルトン〉）
- ハンガー・ゲーム0（2024年、ルーシー・グレイ・ベアード〈レイチェル・ゼグラー〉[118]）
- マリア（2024年、マリア〈ノア・コーエン〉[119]）

#### ドラマ
- ガール・ミーツ・ワールド（2015年）
- 大草原の小さな家（2019年、アンディー） - NHK BS4K版
- The Gifted シーズン2（2019年）
- トワイライト・ゾーン #5（2021年）
- ムーンナイト（2022年、ランドール・スペクター〈クラウディオ・ファビアン・コントレラス〉）
- 警部補アニカ 〜海上殺人捜査ファイル（2022年、モーガン〈シルヴィー・フルノー〉[120]）
- ロックウッド除霊探偵局（2023年、ルーシー・カーライル）
- 自由研究には向かない殺人（ローレン〈ヤリ・T・マルガリス〉）

#### アニメ
- パワーパフガールズ (2016年のテレビアニメ)（2016年、メイリン）
- オロボブトップ（英語版）（2017年、ティブ）
- パチャママ（2019年）
- ペット2（2019年、タイニー[121]）
- 弱虫スクービーの大冒険（2020年）
- ホワット・イフ...?（2021年、少年ティ・チャラ）
- エリオット・フロム・アース（2021年、エリオット[122]）
- ミニオンズ フィーバー（2022年、誕生日少年[123]）
- 万聖街（2022年、リン〈幼年〉）
- 百妖譜（2024年、朱小宝〈少年〉）

### ナレーション
- 教えて！日医君（2022年－、日医君の声[124][125]）

### その他コンテンツ
- TV番組『アニメ メジャーセカンド まもなくプレーボール!』（2018年、VTR出演[126]）
- TV番組『ガンダムビルドダイバーズ特別編 夏だ!ガンプラバトルにダイブ!』（2018年、ヒダカ・ユキオの声[127]）
- PV『僕らのハチャメチャ課外授業 一発逆転お宝バトル』（2019年、コウキ[128]）
- Live2Dアニメ[129]『Beyond Creation』（2019年、ルイ）
- ボイスドラマ『BURNS SKOOL』（2021年 - 、公野太陽）
- TRUE WIRELESS STEREO EARPHONES アニメ「怪物事変」コラボモデル（2021年、夏羽[130]）
- タイムトラベル☆歌YOUショー（2022年9月11日、秋葉原エンタス）[131]
- ボイスコミック『女装男子はスカートを脱ぎたい!』（2023年、他近宇一郎[132]）
- オーディオブック『invert II 覗き窓の死角』（2023年、夏木蒼汰[133]）

## ディスコグラフィ

### キャラクターソング
| 発売日   | 商品名                                                                         | 歌 | 楽曲 | 備考                                                            |
| 2016年   | 2016年                                                                         | 2016年 | 2016年 | 2016年                                                          |
| -------- | ------------------------------------------------------------------------------ | --- | --- | --------------------------------------------------------------- |
| 7月6日   | 働かざるもの食うべからず!!                                                     | 小宮千尋（藤原夏海） | 「せーそーげーむ」 | テレビアニメ『少年メイド』関連曲                                |
| 2017年   |                                                                                | | |                                                                 |
| 4月19日  | TVアニメ「南鎌倉高校女子自転車部」キャラクターソングスコレクション「かまコレ」 | 比嘉夏海（藤原夏海）、神倉冬音（高森奈津美） | 「自転車に花は舞う（TV Edit）」 | テレビアニメ『南鎌倉高校女子自転車部』関連曲                    |
| 4月19日  | TVアニメ「南鎌倉高校女子自転車部」キャラクターソングスコレクション「かまコレ」 | 比嘉夏海（藤原夏海） | 「夏色自転車」 | テレビアニメ『南鎌倉高校女子自転車部』関連曲                    |
| 2020年   |                                                                                | | |                                                                 |
| 12月23日 | 荒野のコトブキ飛行隊 大空のテイクオフガールズ！ チームソングミニアルバム       | 怪盗団アカツキ | 「華麗なる予告状」 | ゲーム『荒野のコトブキ飛行隊 大空のテイクオフガールズ！』関連曲 |
| 2021年   |                                                                                | | |                                                                 |
| 6月21日  | 騒乱前夜                                                                       | B-Transition | 「騒乱前夜」 | 『BURNS SKOOL』関連曲                                           |
| 8月9日   | ワールズエンドクラブ オフィシャルサウンドトラック 2                            | ガンバレ組 | 「ガンバレ組のテーマ 〜夕焼けサイクリング〜」 「ガンバレ組のテーマ 〜星空の下で〜」 「ガンバレ組のテーマ 〜れいちょに捧ぐ〜」 「ガンバレ組のテーマ」 | ゲーム『ワールズエンドクラブ』関連曲                            |
| 9月6日   | Gradation Age                                                                  | 公野太陽（藤原夏海）、犬江草太（石上静香）、藤井エルヴィス（ファイルーズあい） | 「Gradation Age」 | 『BURNS SKOOL』関連曲                                           |
| 9月27日  | TO-B                                                                           | B-Transition | 「TO-B」 | 『BURNS SKOOL』関連曲                                           |
| 2023年   |                                                                                | | |                                                                 |
| 3月29日  | ウマ娘 プリティーダービー WINNING LIVE 11                                      | スペシャルウィーク（和氣あず未）、トウカイテイオー（Machico）、テイエムオペラオー（徳井青空）、ナリタブライアン（衣川里佳）、シンボリルドルフ（田所あずさ）、マヤノトップガン（星谷美緒）、マンハッタンカフェ（小倉唯）、アグネスタキオン（上坂すみれ）、アドマイヤベガ（咲々木瞳）、マーベラスサンデー（三宅麻理恵）、ミスターシービー（天海由梨奈）、ツインターボ（花井美春）、サトノダイヤモンド（立花日菜）、キタサンブラック（矢野妃菜喜）、サクラローレル（真野美月）、ナリタトップロード（中村カンナ）、シンボリクリスエス（春川芽生）、タニノギムレット（松岡美里）、メジロラモーヌ（東山奈央）、サトノクラウン（鈴代紗弓）、シュヴァルグラン（夏吉ゆうこ）、ジャングルポケット（藤本侑里） 、カツラギエース（藤原夏海）                                                   | 「DRAMATIC JOURNEY」 | ゲーム『ウマ娘 プリティーダービー』関連曲                       |
| 3月29日  | ウマ娘 プリティーダービー WINNING LIVE 11                                      | スペシャルウィーク（和氣あず未）、トウカイテイオー（Machico）、ウオッカ（大橋彩香）、テイエムオペラオー（徳井青空）、ナリタブライアン（衣川里佳）、シンボリルドルフ（田所あずさ）、マヤノトップガン（星谷美緒）、マンハッタンカフェ（小倉唯）、アグネスタキオン（上坂すみれ）、アドマイヤベガ（咲々木瞳）、マーベラスサンデー （三宅麻理恵）、ミスターシービー（天海由梨奈）、ツインターボ（花井美春）、サトノダイヤモンド（立花日菜）、キタサンブラック（矢野妃菜喜）、ツルマルツヨシ（青山吉能）、サクラローレル（真野美月）、ナリタトップロード（中村カンナ）、シンボリクリスエス（春川芽生）、タニノギムレット（松岡美里）、メジロラモーヌ（東山奈央）、サトノクラウン（鈴代紗弓）、シュヴァルグラン（夏吉ゆうこ）、ジャングルポケット（藤本侑里）、カツラギエース（藤原夏海） | 「うまぴょい伝説」 | ゲーム『ウマ娘 プリティーダービー』関連曲                       |